# Мучной клещ
Мучной клещ (лат. Acarus siro) — вид клещей из надотряда акариформных. Этот клещ повреждает семена злаков, трав, льна, подсолнечника, фураж, сушёные фрукты и овощи, сыр, мучные продукты и другое. Используется при изготовлении сыра мимолет.

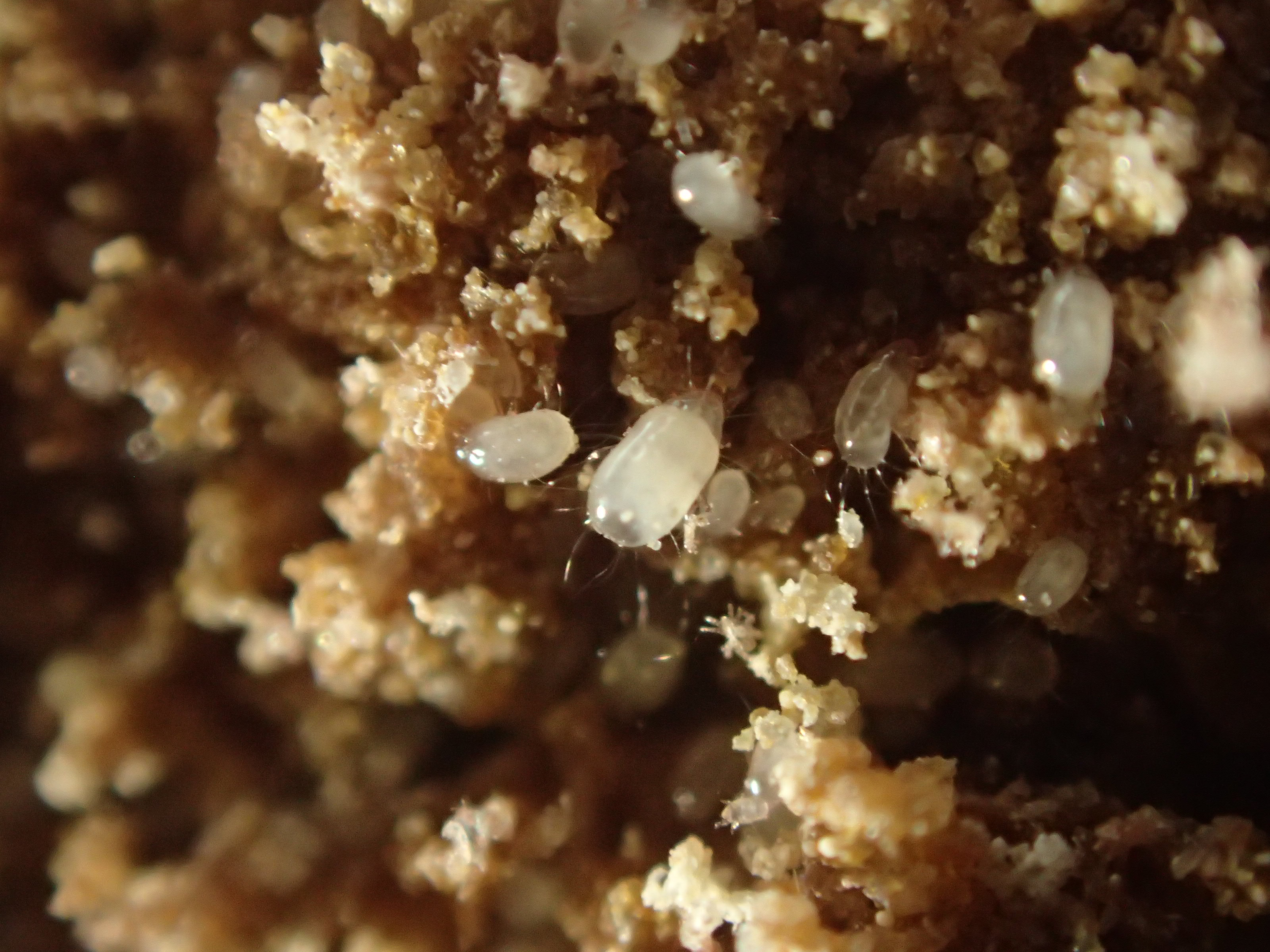
Мучные клещи на сыре Fromage aux artisous

## Описание

### Имаго
Общая длина клеща: длиной от 0,3 до 0,67 мм, где самка 0,35—0,67, а самец меньше — 0,3—0,4 мм. Самка имеет овальное, почти бесцветное тело, отчетливо разделенное поперечной бороздкой между второй и третьей парой ног; передняя часть тела и ноги имеют более тёмный окрас. Самец с копулятивными присосками у анального отверстия и на лапках последней пары ног.

### Личинка
Личинка с тремя парами ног.

### Нимфа
Нимфа с четырьмя парами ног.

### Яйцо
Яйцо овальной формы, белое.